# IC 584
IC 584 ist eine Spiralgalaxie vom Hubble-Typ Sc im Sternbild Löwe an der Ekliptik. Sie ist rund 234 Millionen Lichtjahre von der Milchstraße entfernt und hat einen Durchmesser von etwa 25.000 Lichtjahren.

Im selben Himmelsareal befinden sich u. a. die Galaxien NGC 3069, NGC 3070, IC 577, IC 578.
Das Objekt wurde am 28. Januar 1892 vom französischen Astronomen Stéphane Javelle entdeckt.